# Port lotniczy Dżidżili Ferhat Abbas
Port lotniczy Dżidżili Ferhat Abbas (IATA: GJL, ICAO: DAAV) – port lotniczy położony w Dżidżili, w prowincji Prowincja Dżidżal, w Algierii.

## Linie lotnicze i połączenia
| Linia Lotnicza | Kierunek              |
| -------------- | --------------------- |
| Air Algerie    | 1. Algier 2. Marsylia |